# Rif (biogeen)
Een biogeen rif is een min of meer vaste structuur in zoet water of in zee die uit de skeletten van een of meer plant- of diersoorten is opgebouwd. De tot het rif behorende organismen vormen een eigen levensgemeenschap. Een rif houdt zich door aangroei zelf in stand, jonge organismen groeien daarbij over oudere heen. Riffen zijn bestand tegen sterke golfwerking en stroming en kunnen vanaf de waterbodem tot aan het wateroppervlak uitgroeien. Er zijn veel organismen die rifvormend kunnen zijn, tot de bekendste behoren de koraalpoliepen die koraalriffen vormen.